# クラスヌイ・スリン

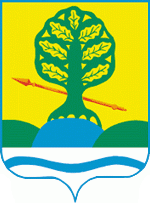
クラスヌイ・スリン市の紋章

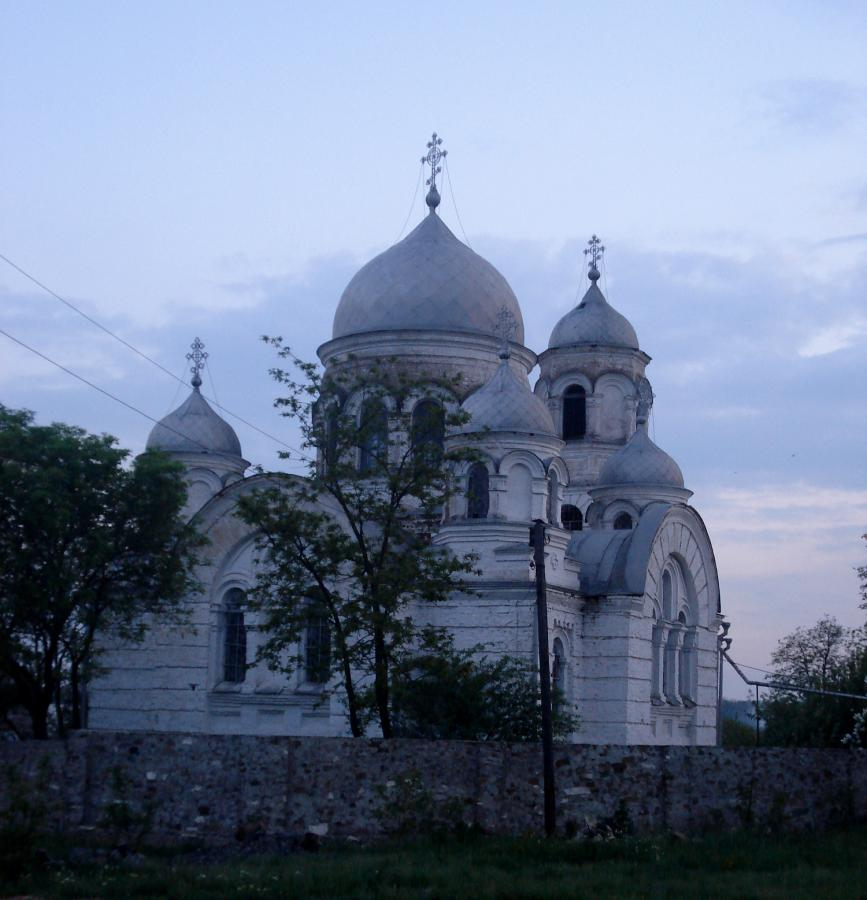
クラスヌイ・スリンのスヴェト＝ポクロフスキー聖堂（生神女庇護聖堂）

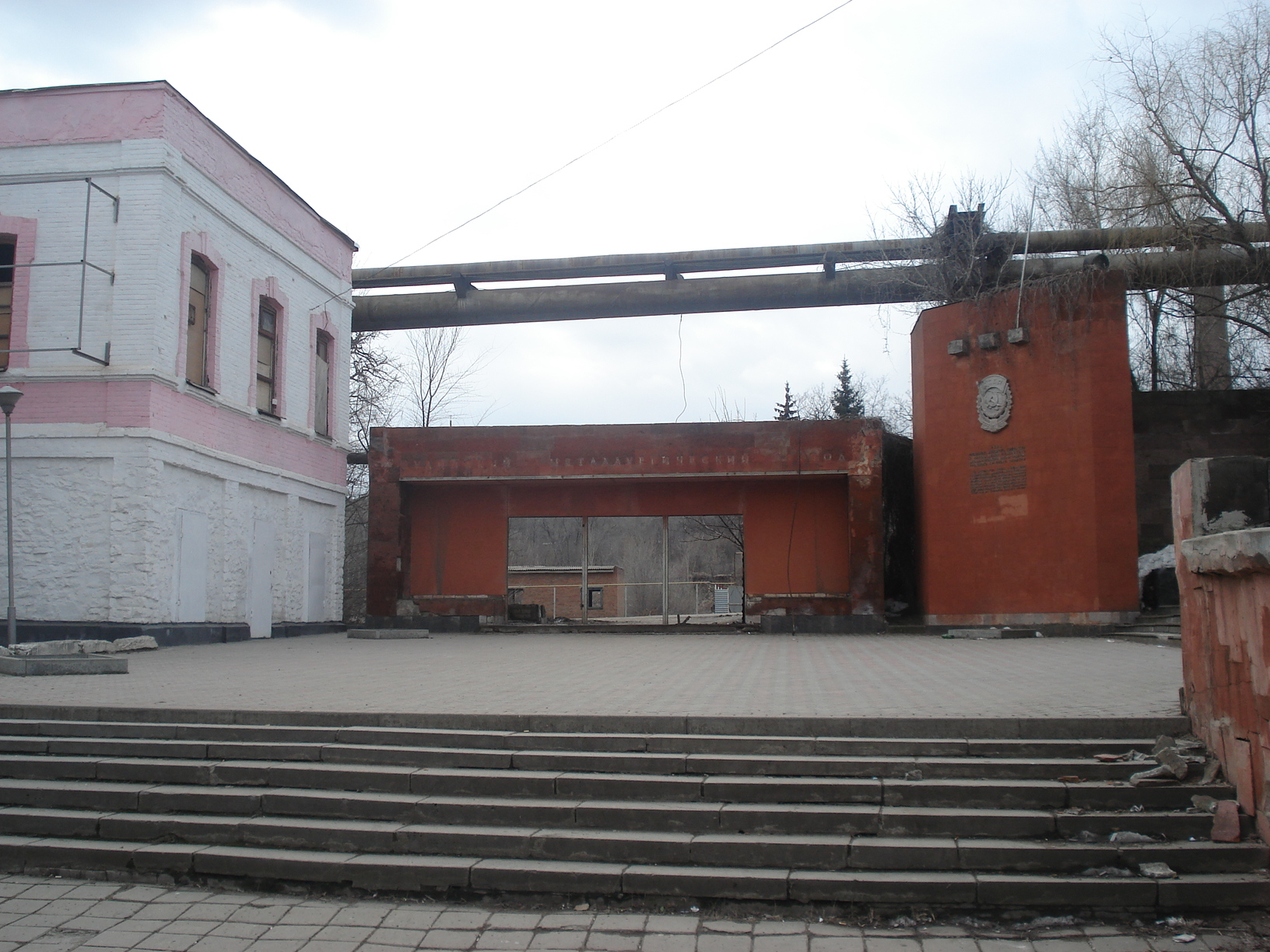
スリンスキー冶金工場の門

クラスヌイ・スリン（クラースヌイ・スリン、ロシア語: Красный Сулин, Krasny Sulin）はロシア南部のロストフ州の都市。人口は3万5697人（2021年）。ウクライナとの国境に近い鉄鉱山と金属工業の町である。州都ロストフ・ナ・ドヌの北東100キロメートルに位置する。最寄りの都市は元炭鉱の町であったシャフティとノヴォシャフチンスク。

## 地理
ウクライナ南東部からロシアに伸びるドネツ丘陵の東麓にあり、ドネツ川の支流クンドリュチヤ川が流れる。クラスヌイ・スリンは同名の地区（クラスノスリンスキー地区）の行政中心地でもある。
モスクワ～ヴォロネジ～ロストフ・ナ・ドヌを結ぶ鉄道が通り、鉄道駅がある。町の数キロメートル東には、モスクワからロストフ・ナ・ドヌを結ぶロシア連邦道路M4が通る。

## 歴史
1797年、コサックのアンドレイ・スリンが、今日のクラスヌイ・スリン市がある場所に村を築いた。
1860年代にはモスクワとロストフ・ナ・ドヌを結ぶ鉄道が村の近くを通って開通した。この近くには鉄鉱床があることから、1870年に鋳鉄所が作られ（現在のスリンスキー冶金工場）、労働者集落が築かれた。1870年代にはコサックのスリン村と労働者集落がともに拡大し、1917年の十月革命までにスリン村とその周囲の村の人口は1万8千人を数えた。1920年代、スリン村は共産主義の高まりの中で「赤い」を意味する「クラースヌイ」という形容詞をつけて呼ばれるようになり、1926年にはクラスヌイ・スリンの名で市に昇格した。
第二次世界大戦（大祖国戦争）時には、1942年7月21日にドイツ軍に占領され、1943年2月14日にヴォロシロフグラード（現在のルハーンシク）へ向かう赤軍南西戦線により奪還された。
戦後は金属工業の都市として復興したが、長年この町の最大の雇用主であったスリンスキー冶金工場は1998年のロシア財政危機で打撃を受け給与の遅配が続き、2009年には完全に操業を停止し翌年に破綻した。

## 経済
冶金のほか、建材製造、食品工業などの軽工業が中心になっている。クラスノスリンスキー地区内では、ドンバスの他の地域同様に炭鉱もある。

## 出身者
- ワレリー・コルズン - 宇宙飛行士